# Лесин, Михаил Юрьевич
Михаи́л Ю́рьевич Ле́син (11 июля 1958, Москва — 5 ноября 2015, Вашингтон) — российский государственный деятель и медиаменеджер.
Основатель компании «Видео Интернешнл», инициатор создания телеканала Russia Today. По некоторым данным, принял активное участие в создании одной из структур «Национальной Медиа Группы» — НМГ-ТВ, владеющей телекомпаниями РЕН ТВ и «Пятый канал». Председатель правления и генеральный директор ОАО «Газпром-Медиа. Холдинг» (2013—2015).

## Биография
Родился в Москве в еврейской семье. Отец — военный строитель.
После окончания средней школы в 1975 году пытался поступить в Московский инженерно-строительный институт (МИСИ), но не был принят.
1976—1978 годы — на действительной военной службе в Советской армии.
После службы со второй попытки поступил в МИСИ, который окончил в 1984 году.
В 1982—1987 годах работал на инженерно-технических должностях в системе Минпромстроя СССР в Москве и Улан-Баторе.
В 1988—1990 годах — заместитель директора по производству телевизионных программ Творческого производственного объединения «Игра — техника». В 1988 году во время монтажа телевизионной программы «Весёлые ребята» в монтажной аппаратной в Сокольниках познакомился с Константином Эрнстом.
В 1990—1993 годах — директор Молодёжного творческого производственного объединения «РТВ». По сведениям журнала «Итоги», это была «серия кооперативов, занятых организацией и проведением телеконкурсов». В 1991 году «РТВ» была преобразована в рекламное агентство «Видео Интернешнл». По сведениям «Российской газеты», созданием агентства Лесин начал заниматься ещё в 1990 году, по другим данным — в 1987.
В 1993—1996 годах — начальник коммерческого отдела, заместитель генерального директора, генеральный директор телекомпании «ТВ Новости» РИА «Новости».
В 1996—1997 годах — начальник управления Президента Российской Федерации по связям с общественностью, инициатором создания которого и являлся. Считался автором слогана «Голосуй сердцем», роликов «Верю, люблю, надеюсь», «Спаси и сохрани» и еженедельных радиообращений президента Бориса Ельцина в рамках президентской кампании 1996 года.
В 1997—1999 годах — первый заместитель председателя Всероссийской государственной телевизионной и радиовещательной компании (ВГТРК).

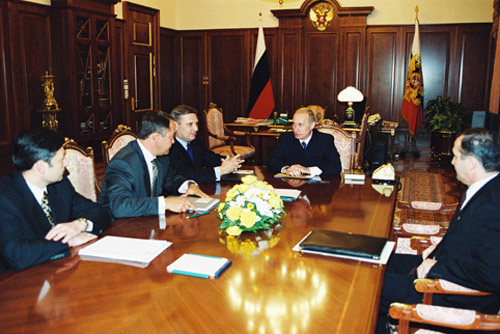
Совещание по вопросам восстановительных работ на Останкинской телебашне 14 сентября 2000 года Лесин — второй слева

В 1999—2004 годах — министр по делам печати, телерадиовещания и средств массовых коммуникаций. В период парламентских (1999 год) и президентских (2000 год) выборов был ключевой фигурой предвыборного штаба блока «Единство» и Владимира Путина. На посту министра печати Михаил Лесин участвовал в переходе активов «Медиа-Моста» Владимира Гусинского под контроль «Газпрома» и «разгроме старого НТВ». В частности, именно он завизировал протокол № 6 (договор о продаже «Газпрому» ЗАО «Медиа-Мост» за 773 млн долларов США), в обмен на что бывшему владельцу гарантировалось прекращение уголовного дела. В сентябре 2000 года премьер-министр Михаил Касьянов сделал устный выговор министру за вмешательство в спор хозяйствующих субъектов.
Апрель 2004 года — 18 ноября 2009 года — советник Президента Российской Федерации.
Консультировал Юрия Ковальчука при создании Национальной медиа группы в феврале 2008 года.
18 ноября 2009 года — указом Президента России Медведева освобождён от должности с формулировкой «по его просьбе». Агентство «Интерфакс» со ссылкой на источник в администрации президента России сообщило, что он освобождён от должности за «систематические дисциплинарные нарушения» и «несоблюдение правил госслужбы и этики поведения госслужащего». По мнению аналитиков, причиной послужила излишняя активность Лесина в бизнесе, провоцировавшая конфликт интересов.
В 2010 году, катаясь на горных лыжах, Лесин получил тяжёлую травму — двойной компрессионный перелом позвоночника. До этого имел травмы спины и ног. После операции в Швейцарии возникли осложнения, связанные со стафилококком, что вызывало острые боли и потребовало ещё нескольких операций.
С 1 октября 2013 года по 12 января 2015 года — председатель правления и генеральный директор ОАО «Газпром-Медиа. Холдинг». При нём был создан Индустриальный комитет по вопросам телеизмерений и возрождена профессиональная премия ТЭФИ, а холдинг в ноябре 2013 года купил за 602 млн долларов США (без учёта долга в 300 млн) основные активы «Проф-Медиа»: телеканалы ТВ-3, «Пятница», «2x2», четыре радиостанции и кинокомпанию «Централ партнершип». «Газпром-Медиа» купил также продюсерскую компанию «Good Story Media», производящую популярные телесериалы: «Реальные пацаны», «Воронины», «Восьмидесятые», а также группу «Ред Медиа», занимающуюся производством тематических телеканалов. Инициатор раздела бизнеса «НТВ-Плюс», который, с некоторыми изменениями, произошёл уже после отставки Лесина с поста гендиректора «Газпром-Медиа» и последовавшей менее чем спустя год смерти медиа-менеджера.

## Смерть
5 ноября 2015 года был найден мёртвым в номере отеля «Дюпон Сёркл» в Вашингтоне. Тело Лесина было опознано представителем посольства России в США. По сообщению российской прессы со ссылкой на членов семьи, смерть наступила от сердечного приступа. Похоронен после кремации на кладбище Hollywood Forever в Лос-Анджелесе. На Востряковском кладбище на могиле родителей Лесина обустроен кенотаф.

### Расследование причин смерти
10 марта 2016 года судебно-медицинскими органами и полицией г. Вашингтона (округ Колумбия) была обнародована информация, согласно которой причиной смерти Лесина «стали тупые силовые травмы головы, а также тупые травмы шеи, туловища, верхних и нижних конечностей». Пресс-секретарь президента РФ Дмитрий Песков выразил желание российских властей получить подробный отчёт от следственных органов США об обстоятельствах и причинах смерти Лесина. Позднее такой отчёт был получен.
Давний друг Лесина, генеральный директор группы Vi (бывш. «Видео Интернешнл») Сергей Васильев, знакомый с подробностями последних дней жизни экс-министра, пояснил, что Лесин прилетел в Вашингтон по приглашению председателя совета директоров группы «Альфа-Банк» Петра Авена, однако до банкира добраться не успел. По сведениям Васильева, в Вашингтоне у Лесина, встретившегося со старыми друзьями, произошёл «срыв, связанный с алкоголем». После чего опьяневший Лесин заселился в «первую попавшуюся гостиницу». В номере «Дюпон Сёркл» он и был обнаружен через день вечером сотрудником безопасности отеля спящим на полу в нетрезвом состоянии, а на следующее утро горничной — уже без признаков жизни. По разъяснению Васильева, призвавшего дождаться результатов официального расследования, в ходе таких «сбоев», происходивших и ранее, Лесин, имея серьёзные проблемы со здоровьем и будучи навеселе, нередко терял координацию, падал и получал тяжёлые травмы.
12 марта 2016 года ряд СМИ со ссылкой на политика Алексея Навального опубликовали информацию о том, что согласно сайту пограничной службы США обладатель российского загранпаспорта на имя Лесина последний раз въехал в США 21 октября 2015 года, а покинул страну 15 декабря того же года, то есть 40 дней спустя после смерти Лесина. Вдова Лесина Валентина пояснила, что загранпаспорт мужа вскоре после его смерти был передан ей американскими органами дознания и с тех пор постоянно находится у неё. 13 марта официальный представитель службы Майкл Фрил сообщил, что «запись в базе данных Службы таможенной и пограничной охраны США была сделана для того, чтобы закрыть неиммиграционную визу усопшего, эта запись не свидетельствует о реальном отъезде из США на коммерческом или частном самолёте… Это стандартная процедура».
28 октября 2016 года прокуратура Вашингтона сообщила о завершении расследования смерти Михаила Лесина, согласно которому основной причиной смерти стал «несчастный случай», а дополнительной — острое алкогольное отравление.
В июле 2017 года издание BuzzFeed со ссылкой на двух агентов ФБР и сотрудника американской разведки обнародовало информацию о том, что Лесин был избит до смерти накануне дачи показаний Министерству юстиции США.
16 марта 2019 года был опубликован отчёт офиса главного судебного медика Вашингтона, в котором сообщалось о том, что Лесин мог получить перед смертью перелом шеи чуть ниже линии челюсти. В частности, у него была сломана подъязычная кость, расположенная под мышцей языка, а также сломана шея ниже челюсти. Из документа следует, что эта травма могла быть получена либо в момент его смерти или непосредственно перед ней. Также в документе указано, что шея Лесина могла быть сломана и после его смерти, во время вскрытия тела.

## Скандалы

### Зарубежное имущество
В конце июля 2014 года сенатор от штата Миссисипи Роджер Уикер потребовал от Генпрокуратуры США проверить, на каких основаниях Михаил Лесин, охарактеризованный как шеф пропаганды Путина, в 2009 году купил в Лос-Анджелесе недвижимость на 28 млн долларов США, а также яхту, предварительно оценённую в 40 млн долларов США. В обращении упоминается закон Money Laundering Control Act, предусматривающий в качестве санкций миллионные штрафы и конфискацию имущества в случае использования незаконных доходов. 13 августа 2014 года в интервью Forbes Лесин заявил о том, что «это точно не моя собственность, дети устраивали свою жизнь сами, брали под эти сделки кредиты, они существуют в банке», добавив, что «это чистая заказуха, и я точно через какое-то время найду, кто был инициатором этого».

## Взгляды
Согласно словам Лесина, сказанным им в 2014 году, на тот момент он окончательно считал себя бизнесменом, которому «интересно заниматься бизнесом и зарабатывать деньги», поскольку ранее он уже «прошёл все возможные пути в государственной службе» и «многие вещи, которые мы делали, стали фундаментальными в индустрии».

## Оценки
Михаила Лесина называли одной из ключевых фигур на российском медиарынке, также отмечалась его роль в формировании государственной политики в отношении СМИ в период с 1996 по 2004 год. Именно с ним связывали закрытие двух независимых телеканалов ТВ-6 и ТВС в 2002 и 2003 годах и подавление независимых СМИ в РФ.

## Семья
- Первая жена — Ангелина Александровна Лесина (род. 1957). 
  - Дочь Екатерина (род. 1979), закончила американский колледж The Knox School Long Hand, возглавляет американское бюро российского государственного телеканала Russia Today.
- Вторая жена — Валентина Ивановна Лесина (род. 1962).
  - Сын Антон (род. 1983), после окончания швейцарского университета учился и проходил стажировку в Академии киноискусства[англ.] в Лос-Анджелесе, продюсировал фильмы «Саботаж», «Под маской жиголо» и «Ярость»[49].

Также есть внебрачная дочь Тамара (род. 25 сентября 2015).
На момент смерти у Лесина было пять внуков.

## Награды
- Орден «За заслуги перед Отечеством» IV степени (27 ноября 2006 года) — за большой вклад в обеспечение деятельности Президента Российской Федерации и многолетнюю добросовестную работу[51]
- Почётная грамота Президента Российской Федерации (11 июля 2008 года) — за большой вклад в обеспечение деятельности Президента Российской Федерации и многолетнюю добросовестную работу[52]
- Благодарность Президента Российской Федерации (25 июля 1996 года) — за активное участие в организации и проведении выборной кампании Президента Российской Федерации в 1996 году[53]
- Лауреат премии журнала «Огонёк» (2000 год) — за умение держать удар в информационных войнах[54]